# Sceaux (Altos do Sena)
Sceaux é uma comuna francesa na região administrativa da Ilha-de-França, no departamento de Hauts-de-Seine. Estende-se por uma área de 3,60 km². Em 2010 a comuna tinha 19 975 habitantes (densidade: 5 548,6 hab./km²).

## Geografia

### Comunas limítrofes
Sceaux é uma cidade dos Altos do Sena, nos subúrbios ao sul de Paris, localizada em Hurepoix, a  a sudoeste da Catedral de Notre-Dame de Paris.
As comunas limítrofes são Fontenay-aux-Roses ao norte e noroeste, Bagneux ao noroeste, Bourg-la-Reine ao nordeste e leste, Le Plessis-Robinson ao oeste, Châtenay-Malabry ao sudoeste, Antônio ao sul e Antony ao sudeste.

### Transporte

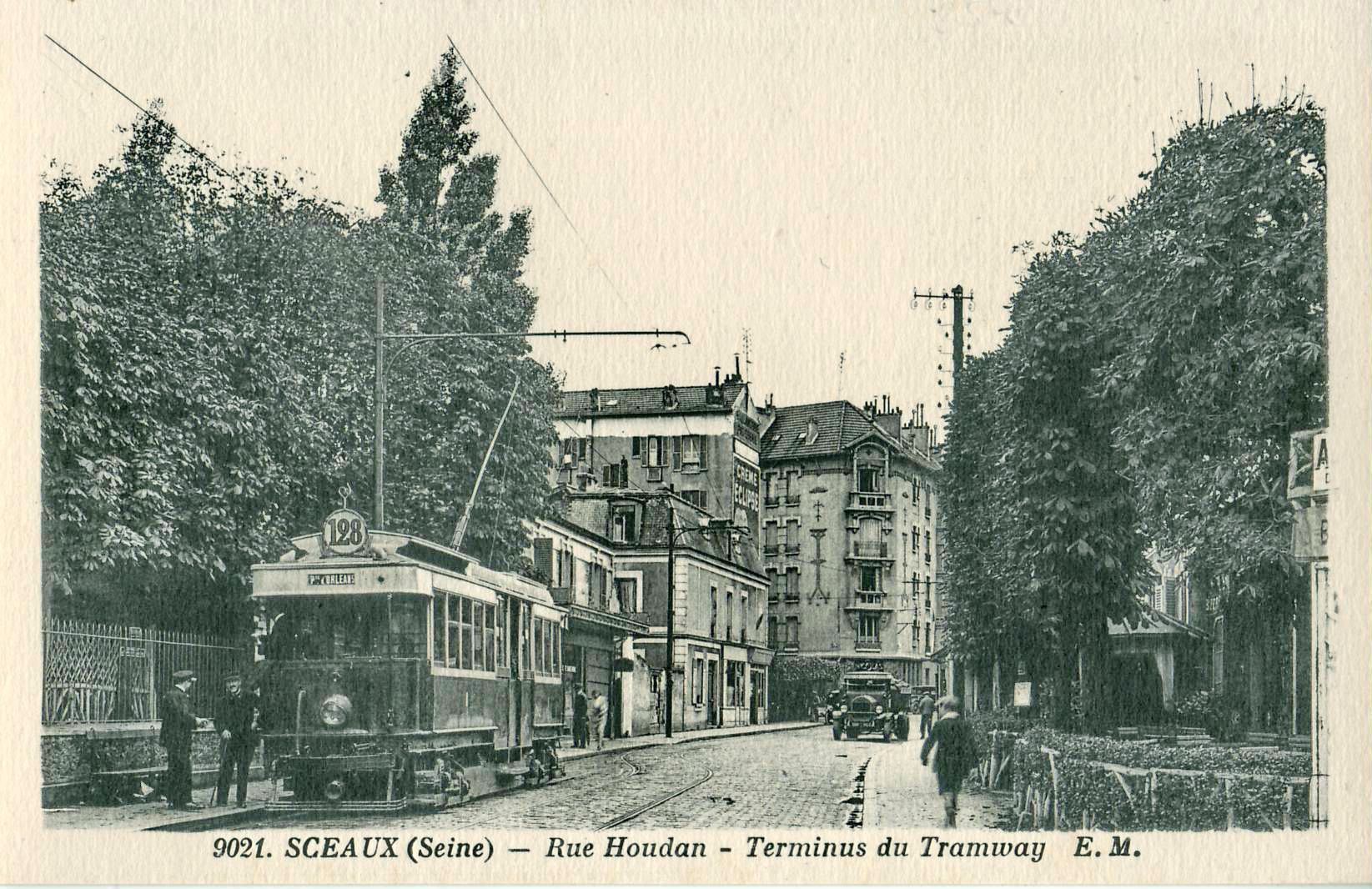
No início do século XX, a cidade também foi servida pelas linhas de tramway do departamento do Sena. Aqui se vê o 128 (Porte d'Orléans - Sceaux), durante a operação pela STCRP.

Sceaux está ligada à rede RER por meio de duas estações da linha RER B : Sceaux e Robinson, terminal da linha. A estação Parc de Sceaux fica muito perto de Sceaux, mas está localizada dentro da cidade de Antony.
Quinze linhas de ônibus ligam Sceaux a Paris e comunas limítrofes, via redes de ônibus da Ilha de França: doze linhas da rede RATP (128, 179, 192, 194, 195, 188, 294, 388, 390, 391, 394 e 395) e três linhas da rede de ônibus Paladin (6, 12 e 13).

## Toponímia
Sceaux, é uma "cela" : apud Cellas por volta de 1120, depois Ceaux, a ortografia atual foi influenciado pela palavra "selo".
O nome de  Sceaux  é mencionado em 1120 e vem da palavra latina cellae que significa "pequenas casas".

## História

### De 1203 à 1790
A existência da paróquia de Sceaux é atestada pela primeira vez por um ato de 1203, o que indica que a paróquia de Ceaux foi destacada da de Châtenay de que dependia anteriormente, a última relevante ela mesma sob o capítulo de Notre-Dame de Paris. A primeira igreja de Sceaux foi construída em 1214.

### O período revolucionário
A eleição do primeiro prefeito de Sceaux foi realizada em 7 de fevereiro de 1790 na igreja paroquial. Os 125 "cidadãos ativos" que participaram elegeram o prefeito, o promotor e os cinco membros do município. Richard Glot, empresário e proprietário  da manufatura de faiança e de porcelana de Sceaux, foi eleito prefeito no primeiro turno de votação.
Em 1793, Sceaux, que se chamava então Sceaux-Penthièvre, tomou, por iniciativa da "Sociedade popular" de Sceaux e por decreto da Convenção Nacional, o nome de Sceaux-l'Unité. Os nomes das ruas também foram alteradas, e a igreja transformada em Templo da Razão.
O domínio de Sceaux, transformado em algum momento em escola de agricultura, foi comprado em 1798 por um comerciante de Saint-Malo, Jean François Hippolyte Lecomte. O mau estado do castelo logo levou esse último a destruí-lo; ele assegurou no entanto a preservação de vários edifícios, incluindo o pavillon de l'Aurore e a orangerie. O parque foi transformado em terras agrícolas, salvo que o anexo da ménagerie foi poupado graças à sua compra por uma associação de habitantes de Sceaux. É neste jardim público que se realizará durante décadas o famoso "Bal de Sceaux", onde Honoré de Balzac situa certas cenas de seu romance Le Bal de Sceaux e que ele descreve como: "um festival semanal que, por sua importância, ameaçou então se tornar uma instituição". Primeiro coberto com uma tenda à maneira dos pavilhões chineses e iluminado por lanternas à quinque, o baile foi aberto em 20 de maio de 1799 (prairial, ano VII). Mas no ano X da República, a Sociedade do jardim e das águas teve que reconhecer que a tenda estava arruinada e foi decidido por unanimidade para construir uma imensa rotunda de madeira, um telhado leve coberto de ardósia, portado por quatro pilares, com um pilar central em torno do qual a orquestra deveria ter lugar. Esse que foi feito. O público veio cada vez mais numeroso porque a rotunda poderia abrigar dois mil dançarinos.
Sceaux se tornou cidade sede do arrondissement do departamento do Sena em 1800.

## Demografia
| 1793  | 1800  | 1806  | 1821  | 1831  | 1836  | 1841  | 1846  | 1851  |
| ----- | ----- | ----- | ----- | ----- | ----- | ----- | ----- | ----- |
| 1 865 | 1 403 | 1 569 | 1 340 | 1 433 | 1 670 | 1 844 | 2 023 | 2 035 |

| 1856  | 1861  | 1866  | 1872  | 1876  | 1881  | 1886  | 1891  | 1896  |
| ----- | ----- | ----- | ----- | ----- | ----- | ----- | ----- | ----- |
| 2 133 | 2 267 | 2 578 | 2 287 | 2 460 | 2 783 | 3 443 | 3 567 | 3 926 |

| 1901  | 1906  | 1911  | 1921  | 1926  | 1931  | 1936  | 1946  | 1954   |
| ----- | ----- | ----- | ----- | ----- | ----- | ----- | ----- | ------ |
| 4 541 | 4 857 | 5 532 | 6 207 | 6 995 | 7 840 | 8 418 | 8 448 | 10 601 |

| 1962 | 1968   | 1975   | 1982   | 1990   | 1999   | - | - | - |
| --- | ------ | ------ | ------ | ------ | ------ | - | - | - |
| 19 024 | 19 913 | 19 709 | 18 317 | 18 052 | 19 494 | - | - | - |
| Para os censos de 1962 a 2006 a população legal corresponde à popolução sem duplicidades, segundo define o INSEE. |        |        |        |        |        |   |   |   |

## Patrimônio

### Personalidades ligadas à comuna

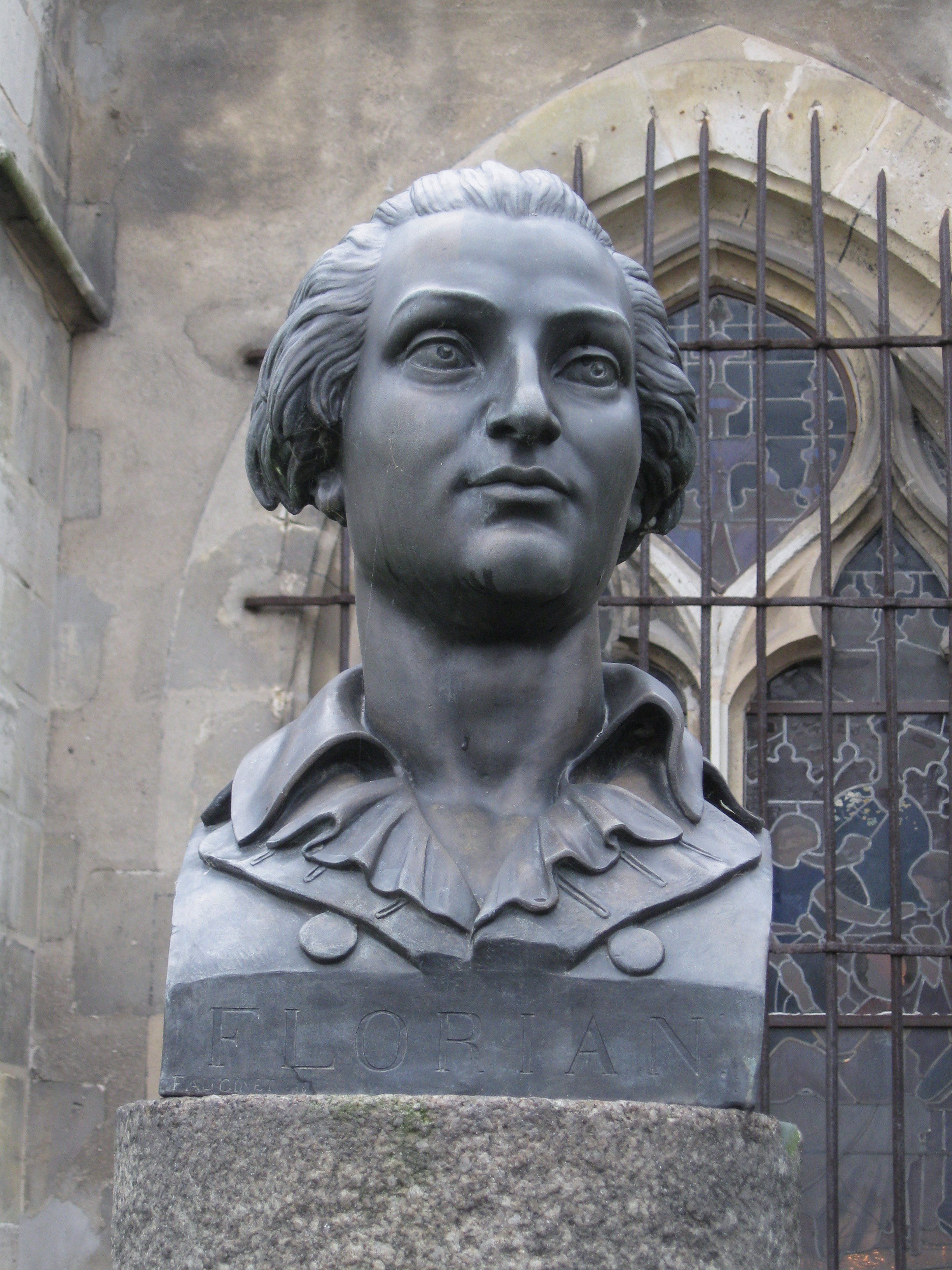
Jean-Pierre Claris de Florian é um escritor occitano que viveu em Sceaux.

- Jean-Baptiste Colbert (1619-1683), principal ministro de Luís XIV e senhor de Sceaux.
- Jean-Pierre Claris de Florian (1755-1794), fabulista francês.
- Jean-Baptiste Bernadotte (1763 - 1844), general de Napoleão Bonaparte e rei da Suécia e da Noruega sob o nome de Carlos XIV João, se casou com Désirée Clary, cunhada de Napoleão Bonaparte, em Sceaux onde possuiu uma residência em 17 de agosto de 1798.
- Pavel Tchitchagov (1767-1849), ministro russo da Marinha.
- Siméon Denis Poisson (1781-1840), matemático, geômetra e físico.
- Augustin Cauchy (1789-1857), matemático.
- Émile Baudot (1845-1903), engenheiro em telegrafia.
- Pierre Curie (1859-1906) e Marie Curie (1867-1934), cientistas.
- Édouard Depreux (1898-1981), fundador do Partido Socialista Autônomo e do Partido Socialista Unificado, prefeito de Sceaux na Liberação e até 1959, ministro do Interior e da Educação nacional.
- Frédéric (1900-1958) e Irène Joliot-Curie (1897-1956).
- Louis Arretche (1905-1991), arquiteto da reconstrução de Saint-Malo e de sua casa de Sceaux.
- Alain Delon (nascido em 1935), ator.